# فاليفاتوم
فاليفاتوم (بالإنجليزية: Vallivattom)‏ هي منطقة سكنية تقع في الهند في منطقة ثريسور.